# Alpsman Extreme Triathlon

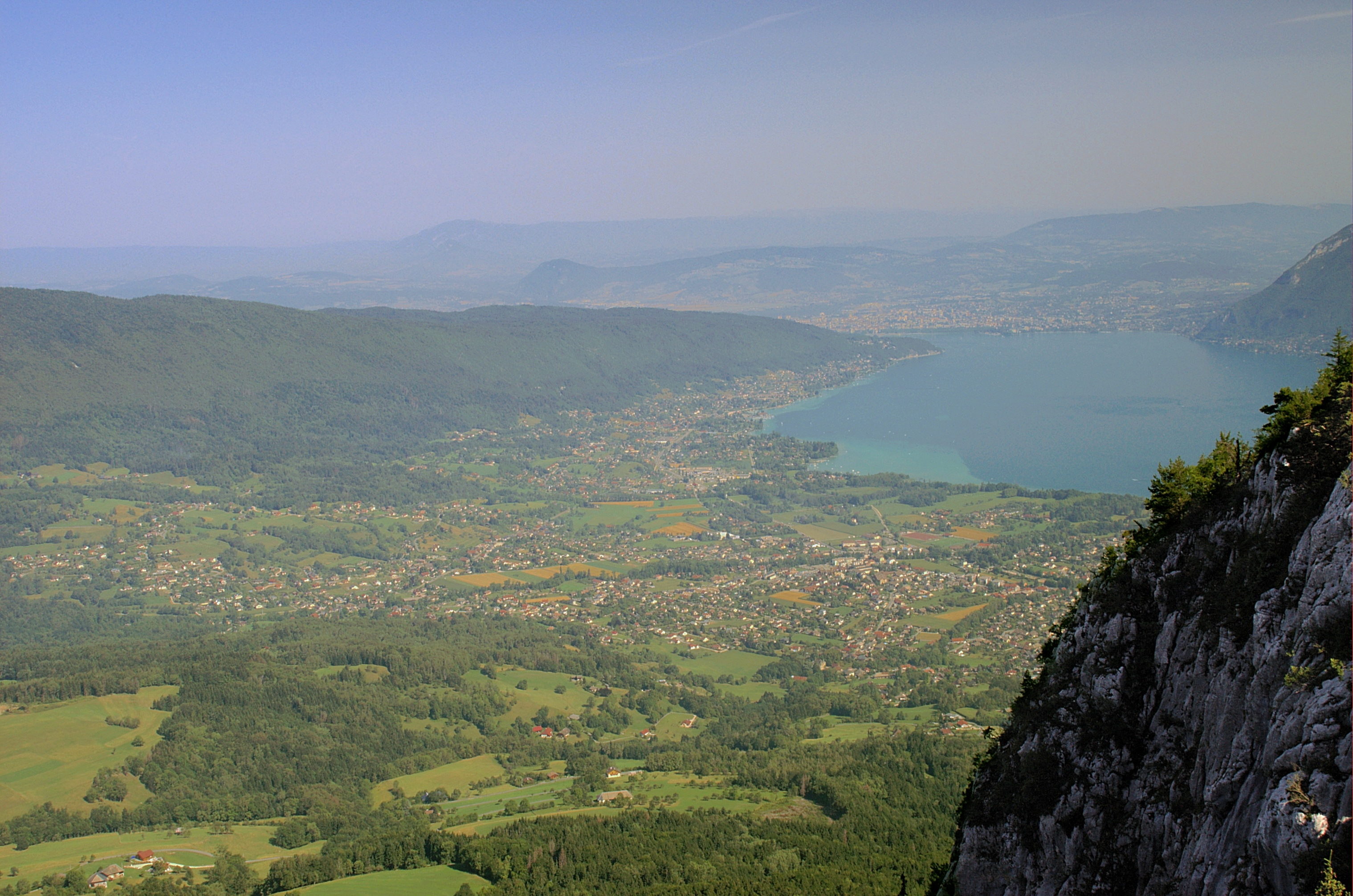
Blick auf Saint-Jorioz

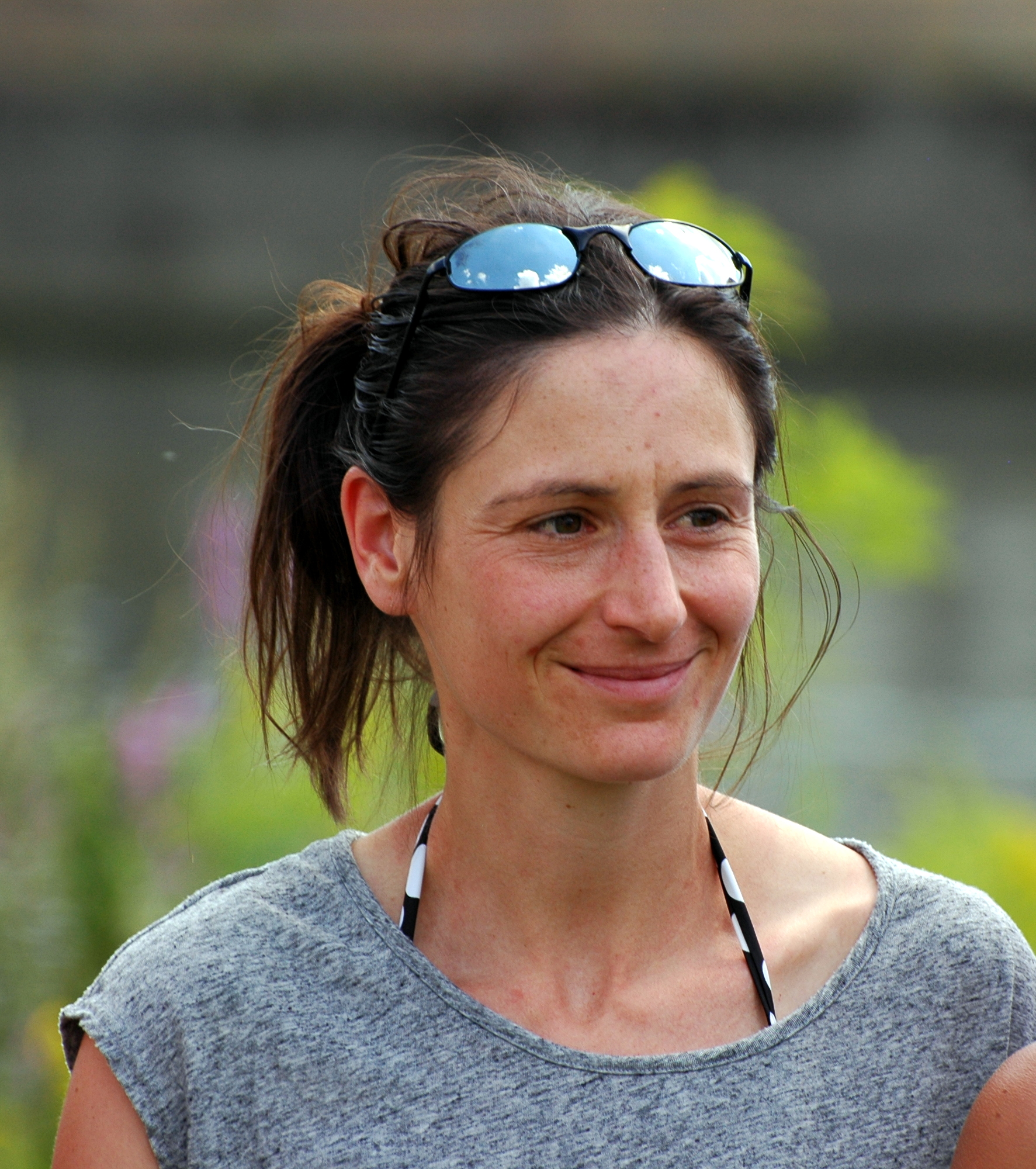
Die Deutsche Almuth Grüber, Siegerin der Erstaustragung 2016

Der Alpsman Extreme Triathlon ist eine Triathlon-Sportveranstaltung über die Langdistanz am Lac d’Annecy in den französischen Alpen. Austragungsort ist Saint-Jorioz. Der Wettkampf findet seit 2016 jährlich zu wechselnden Terminen statt.

## Organisation
Die Organisatoren bieten an einem Wochenende im Juni vier Wettkämpfe an. Ein Rennen über die Ironmandistanz, sowie eine Mittel-, Kurz- und Kinderdistanz.
2016 konnten Almuth Grüber in 13:56:49 h und 2017 Verena Eisenbarth in 13:27:32 h aus Deutschland den Wettkampf gewinnen. 2019 gab es 377 Finisher auf der Langdistanz. Den Streckenrekord bei den Männern hält der Finne Jarmo Rissanen mit 11:39:42 h. Den Rekord bei den Frauen hält die Französin Juliette Benedicto mit 13:16:09 h.

## Streckenverlauf
- Die Schwimmdistanz beginnt nahe dem Ort Saint-Jorioz in der Mitte des Sees. Die Schwimmer werden dort mit einem Boot hingebracht. Das Schwimmen führt entlang der Küste bis Saint-Jorioz/Esplanade du Lac. Dort befindet sich der Ausstieg und die Wechselzone.[1]
- Die Raddistanz über 180 km führt durch den Naturpark Massif des Bauges. Unter anderem werden der Semnoz, Col de Plainpalais, Col de Leschaux sowie der Col des Prés befahren. Die Strecke hat 4300 hm.
- Der abschließende Marathonlauf führt durch das umliegende Gelände. Am Wendepunkt bei km 24,6 werden ab 17:30 Uhr die Läufer eingeteilt. Wer vor der Zeit ankommt, läuft zur Spitze des Semnoz und kommt dort ins Ziel. Diese Strecke hat 1300 hm. Allen andere drehen eine weitere Runde und haben ihr Ziel in Saint-Jorioz.[2][3]

## Ergebnisse
| N ° | Datum/Jahr    | Männer              | Männer          | Männer         | Frauen                   | Frauen            | Frauen                   |
| N ° | Datum/Jahr    | Erster Platz        | Zweiter Platz   | Dritter Platz  | Erster Platz             | Zweiter Platz     | Dritter Platz            |
| --- | ------------- | ------------------- | --------------- | -------------- | ------------------------ | ----------------- | ------------------------ |
| 9   | 2025          |                     |                 |                |                          |                   |                          |
| 8   | 8. Juni 2024  | Thomas Lemaître -4- | Guillaume Belgy | Jarmo Rissanen | Karen Schultheiss        | Elodie Davie      | Flora Colledge           |
| 7   | 3. Juni 2023  | Thomas Lemaître -3- | Gabin Mantulet  | Simon Henry    | Élodie Davie -3-         | Flora Colledge    | Melanie Müller-Reichert  |
| 6   | 4. Juni 2022  | Thomas Lemaître -2- | Gabin Mantulet  | Florian Luquet | Élodie Davie -2-         | Emilie Lacourt    | Marion Roucher           |
| 5   | 25. Sep. 2021 | Simon Fischer       | Tony Moulai     | Charles Bouin  | Élodie Davie             | Sabrina Rinaldi   | Sonny Eschette           |
| 4   | 2019          | Thomas Lemaître     | Charles Bouin   | Jarmo Rissanen | Linda Guinoiseau         | Natalie Franken   |                          |
| 3   | 9. Juni 2018  | Jarmo Rissanen (SR) | Guillaume Belgy | Andreas Lindén | Juliette Bendedicto (SR) | Isabelle Ferrer   | Corine Germain Cavazzana |
| 2   | 2017          | Cedric Jacquot -2-  | Gabin Mantulet  | Thierry Malbec | Verena Eisenbarth        | Lucie Croissant   |                          |
| 1   | 1. Okt. 2016  | Cedric Jacquot      | Rinus Holvoet   | Xavier Diepart | Almuth Grüber            | Verena Eisenbarth | Kathrin Walther          |